# Folio Society
Folio Society est une maison d'édition britannique fondée en 1947 par Charles Ede. Elle se spécialise dans la production d'éditions de qualité supérieure de livres classiques et contemporains. La société est connue pour sa production de livres beaux et soignés qui sont des œuvres d'art en eux-mêmes.
The Folio Society édite ses livres avec une grande attention aux détails et à la qualité. Les illustrations sont souvent en couleurs et de grande taille, créant une expérience de lecture immersive et visuellement riche. Les éditions sont souvent reliées en cuir ou en tissu, avec des tranches dorées et des signets.
La maison publie une large gamme de livres, allant des classiques littéraires comme Les Misérables de Victor Hugo et Moby-Dick de Herman Melville, aux ouvrages contemporains comme Le Seigneur des Anneaux de J.R.R. Tolkien et Harry Potter de J.K. Rowling. Chaque livre est soigneusement sélectionné pour sa qualité littéraire et est édité dans une version unique de qualité supérieure.
En plus de publier des livres, The Folio Society propose également des collections limitées, des coffrets cadeaux et des éditions numérotées. Les livres édités par The Folio Society sont souvent utilisés dans les bibliothèques privées et les établissements d'enseignement.
En conclusion, The Folio Society est une maison d'édition britannique de renom qui publie des éditions de qualité supérieure de livres classiques et contemporains. Les livres qu'elle publie sont des objets de collection à part entière prisés par les bibliophiles, les collectionneurs et les amateurs de belles éditions.